# حاجی بخشی
ذبیح‌الله بخشی‌ (۱۳۱۲ شمس آباد اراک - ۱۳ دی ۱۳۹۰ تهران) معروف به حاجی بخشی از اعضای معروف بسیج در دوران جنگ ایران و عراق و شرکت کنندگان در تجمعات گروه انصار حزب‌الله بود. وی در سن ۴۷ سالگی به جبهه اعزام شد و تا پایان جنگ ایران و عراق حضور و نقش مهمی در تبلیغات جنگ داشت. وی در میان نظامیان ایرانی به حبیب بن مظاهر شهرت داشت. بخشی‌زاده مدعی بود که در دوران اشغال ایران توسط متفقین (و در زمانی که تنها ۸ سال سن داشته‌است) زیر ماشین یک افسر انگلیسی دو عدد دینامیت کار گذاشته‌است و همچنین در عملیات‌های حزب موتلفه اسلامی همکاری داشته‌است. او از مجروحان جنگ بود و دو پسر، برادر و یک داماد او نیز در جنگ کشته شدند.
بلواری در شهرک وحدت،از توابع شهرستان فردیس استان البرز به پاس از این خانواده شهید،بلوار شهیدان بخشی نام گذاری شده است.

## جنگ ایران و عراق
وی اغلب دوران جنگ ایران و عراق در جبهه حضور داشت و در تبلیغات جنگ نقش داشت.
مرتضی آوینی دربارهٔ وی گفته‌است:
در آن سوی فاو، به حاج بخشی برخوردیم؛ چهرهٔ آشنای حزب‌الله تهران. هر کس سرزندگی و بذله‌گویی و آن چهرهٔ شاداب او را می‌دید باور نمی‌کرد که دو ساعت پیش فرزندش شهید شده باشد. او حاضر نشده بود که به همراه پیکر فرزند شهیدش جبههٔ نبرد را، ولو برای چند روز، ترک گوید. هر جا که حزب‌الله تهران هست او نیز همان جاست و علمداری می‌کند.
وی به روزنامه کریستین ساینس مانیتور گفته بود: «در جنگ، تبلیغات و روحیه مهم‌ترین چیزهاست. اگر به من اکنون بگویند که باید به تظاهرات برویم، من این دمپایی‌ها را درمی‌آورم و پای پیاده می‌دوم.»
اباصلت بیات (از عکاسان جنگ) دربارهٔ وی گفته‌است: «در منطقه عملیاتی «کربلای۱۰» در پنجوین عراق، حاجی بخشی در حال شکلات دادن به رزمندگان بود؛ همان لحظه به ایشان خبر شهادت پسرش را دادند؛ حاجی بخشی بدون اینکه دستش بلرزد یا تغییری در رفتار و چهره‌اش دیده شود، گفت:"عیب ندارد، اینها همه پسران من هستند.»
بخشی‌زاده دربارهٔ استعفای میرحسین موسوی گفته بود: «موسوی که استعفا داد، آمد دفتر سیداحمد، من هم آن‌جا بودم. گفتم: خجالت نکشیدی آمدی این‌جا؟ الان وقت استعفا دادن است؟ الان باید بازوی امام باشید بی‌غیرت‌ها! چه می‌خواهید از جان حضرت امام؟» او همچنین پس از انتخاب سیدعلی خامنه ای خطاب به وی گفته بود: «وای به آن روزی که در خط امام نباشید! مقابلت می‌ایستیم.»

## پس از جنگ

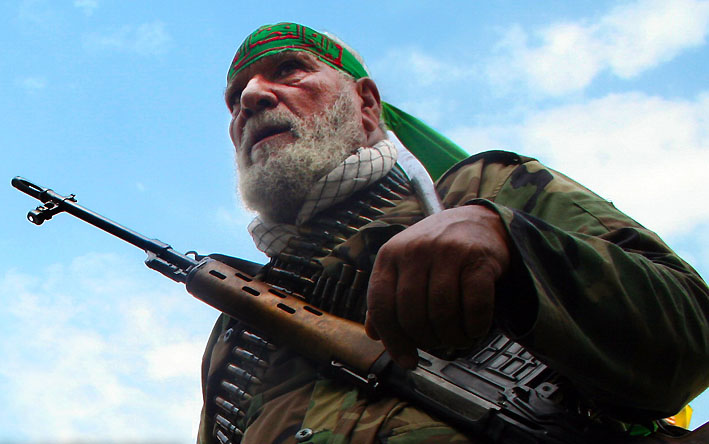
حاجی بخشی

بخشی‌زاده بعد از جنگ از شرکت کنندگان و سخنرانان تجمعات گروه موسوم به انصار حزب‌الله در اعتراض به سیاست‌های فرهنگی دولت اکبر هاشمی رفسنجانی محسوب می‌شد.
او طی سالهای بعد از جنگ، با یک دستگاه اتومبیل بازمانده از دوران جنگ، در خیابان‌های پایتخت به گشت زنی می‌پرداخت و همراه با نیروهای بسیجی، با زنان بدحجاب برخورد می‌کرد.
بخشی‌زاده هم چنین دربارهٔ اعتراضات دانشجویی ۱۸ تیر ۱۳۷۸ گفته بود: «آقایان اگر نقش بسیج را در خاموش کردن فتنه مشهد، قزوین و اسلامشهر فراموش کرده‌اند باید از تأثیر بسیجیان در خنثی سازی شورش اخیر درس عبرت بگیرند.»
امیرفرشاد ابراهیمی، عضو پیشین انصار حزب‌الله و منتقد فعلی جمهوری اسلامی ایران، دربارهٔ بخشی‌زاده مدعی است: «زمانی که بحث راه اندازی نیروی انصار حزب‌الله راه افتاد، سال ۷۲ یا ۷۳، تندروترین قشر سیاسی جامعه آن روزها افراد انصار حزب‌الله بودند. من به یاد دارم که همان روزها هم خیلی وقت‌ها خود همین آقای الله کرم در جلسات و در زمان بروز برخی بحث‌ها و تصمیم‌گیری‌ها سفارش می‌کرد که مثلاً این مورد را حاجی بخشی نفهمد چون می‌آید برنامه‌های ما را بهم می‌ریزد.»
او در جریان تحصن نمایندگان مجلس ششم، خواهان پایان تحصن شده بود و خطاب به بهزاد نبوی نایب رئیس مجلس گفته بود: «بیایید بیرون وگرنه می‌آوریم تون بیرون.»
وی که پس از اعتراضات ایران به نتایج انتخابات ریاست جمهوری (۱۳۸۸) عمدتاً بیمار و بستری بود. او معتقد بود که نیروهای بسیج در جریان اعتراضات پس از انتخابات ریاست جمهوری دهم باید وارد عمل شوند. او دربارهٔ اعتراضات پس از انتخابات ریاست جمهوری دهم گفته بود: «ای داد بیداد! زمانی‌که ما سالم بودیم، جرأت نمی‌کردند پیدای‌شان بشود. می‌آمدیم شعار می‌دادیم «ماشاءالله، حزب‌الله» بچه‌ها را جمع می‌کردیم. جرأت نمی‌کردند بیایند جلو. می‌گفتند حاجی بخشی آمده.»

## نشان ملی ایثار
وی در سال ۱۳۸۹ نشان ملی ایثار دریافت کرد.

## درگذشت و تشییع
پیکر وی پس از نماز جمعه ۱۶ دی ماه ۱۳۹۰ تشییع و در کنار مهدیه بهشت زهرا به خاک سپرده شد.

### پیام تسلیت رهبر ایران
در پی درگذشت وی، سیدعلی خامنه‌ای در نامه‌ای درگذشت وی را تسلیت گفت:
بسم الله الرحمن الرحیم
درگذشت پیر دلاور جبهه‌های جهاد، پدر دو شهید و همرزم و همراه هزاران شهید، مرحوم حاج ذبیح‌الله بخشی را به همه مجاهدان راه حق و به خانواده محترم آن مرحوم تسلیت می‌گویم و علو درجات و پاداش صبر و ثبات را برای ایشان از خداوند متعال مسالت می‌نمایم. سیدعلی خامنه‌ای، ۱۵ دیماه ۱۳۹۰